# Hiperventilats
Es coneix com hiperventilats a aquelles persones que viuen en un estat continu d'ansietat. Es tracta d'un concepte que fa referència a la hiperventilació mèdica, i a Catalunya esdevingué d'ús comú arran del Procés Independentista, per tal de designar a aquelles persones que vivien en estat d'ansietat permanent.
Hom data l'origen del terme en els passadissos del Palau de la Generalitat durant la dècada del 2010, i l'Institut d'Estudis Catalans el va reconèixer com a neologisme.
D'hiperventilats n'hi hagué tant entre els independentistes com entre els unionistes, però generalment es considera que formen part d'un sector de l'independentisme més radical, enfrontat amb un sector més possibilista a qui acusarien de traïdors.